# Grevesmühlener FC
Grevesmühlener FC is een Duitse voetbalclub uit Grevesmühlen, Mecklenburg-Voor-Pommeren.

## Geschiedenis
De club werd in 1946 opgericht als SG Grevesmühlen. In 1952 werd de club een BSG onder de naam BSG Einheit Grevesmühlen. Van 1953 tot 1960 heette de club BSG Empor en nam dan weer de naam Einheit aan. Clubs met de naam Einheit werden altijd gesteund door de overheid.
In 1971/72 speelde de club voor het eerst in de DDR-Liga, toen die van twee naar vijf reeksen uitgebreid werd, maar de club degradeerde meteen weer. In 1975 promoveerde de club opnieuw en kon nu twee seizoenen in de DDR-Liga spelen. Hierna speelde de club enkel nog op niveau van de Bezirksliga.
Na de Duitse hereniging werden de BSG's ontbonden en werd in 1991 SV Blau-Weiß Grevesmühlen opgericht. De club was in vele sporten actief en in 1998 werd de voetbalafdeling zelfstandig onder de naam Grevesmühlener FC.